# Bunsenbrænder
En bunsenbrænder er et stykke laboratorieudstyr der benyttes til opvarmning, sterilisering og forbrænding. Den er opkaldt efter den tyske kemiker Robert Wilhelm Bunsen, skønt den oprindeligt blev tegnet af Michael Faraday.

## Betjening
Bunsenbrænderen brænder en vedvarende strøm af gas, fx naturgas (metan) eller propan, butan eller en blanding af disse. Brænderen har en fod med forbindelse til en gasslange og et vertikal rør, som står i midten af foden. Gasslangen forbindes til en gashane. De fleste laboratorier har en række haner med forskellige gasser fra en central kilde. Gassen flyder fra slangen ind gennem et lille hul i foden og ledes opad gennem røret. For neden er åbninger i røret, som tillader luft at trænge ind for at blande sig med gassen, som brænder i toppen af røret efter antænding med en flamme (ved kanten) eller en gnist.
Den mængde luft, der blandes med gasstrømmen, har betydning for forbrændingen. Mindre luft giver en ufuldstændig og derfor koldere forbrænding, mens gas blandet med en god mængde luft giver en varm og noget nær fuldstændig forbrænding. Lufttilførslen kan kontrolleres ved at åbne og lukke for åbningerne på siden af røret.
Når kraven ved bunden af røret drejes, så der blandes mere luft ind i gassen, vil flammen blive varmere og se blå ud. Når hullerne lukkes til, blandes gassen først med luft, når den når toppen af røret, hvilket giver meget mindre ilt til forbrændingen, som derfor er ufuldstændig. Flammen er nu koldere og har en gul farve. Denne flamme kaldes en sikkerhedsflamme, idet den selv i sollys er meget synlig. Den gule farve forårsages af små, lysende sodpartikler. – Reguleres lufttilførslen, så forbrændingen er næsten ren, vil flammen lyse blåt, men kan være næsten usynlig mod visse baggrunde og i sollys (pas på håret!). Forøges gasgennemstrømningen bliver flammen større, og også lufttilførslen må øges. Ellers bliver flammen gul pga. manglende luft og flammen bliver mindre varm.

## Brug
Bunsenbrændere er i høj grad blevet erstattet af kogeplader, varmekapper og lignende elektriske varmeelementer som varmekilder i laboratorier. Kogeplader har en række fordele frem for bunsenbrændere. For det første er elektriske varmeelementer mere sikre at arbejde med. For det andet giver en kogeplade fx sammen med fx et sandbad en mere jævnt fordelt varme end bunsenbrænderen, hvis varme er koncentreret i spidsen af flammen. Jævn varme er vigtig for varigheden af kemiske reaktioner og for eventuelle sidereaktioner. For det tredje kan en kogeplade benyttes over et større temperaturinterval både til at bringe væsker i kog og til blot at holde dem varme. Desuden dannes der ved forbrændingen i bunsenbrænderen sideprodukter, som kan påvirke den kemiske reaktion. Så i forhold til en bunsenbrænder, der brænder med fx en gul flamme (som bl.a. producerer kulmonoxid), giver en kogeplade en ren varme uden sodpartikler, mens den renere forbrænding i en blå flamme blot producerer kuldioxid og vand.
Bunsenbrænderen kan dog give en hurtigere varme end en kogeplade og er bedre egnet til sterilisation. Den bruges også til at tørre glasvarer forud for fugtfølsomme reaktioner i organiske kemilaboratorier som fx grignardreaktioner.
Bunsenbrænderen kan også benyttes til flammeprøven, hvor man studerer farvningen af en flamme, når der anbringes en prøve i flammen for at identificere bestemte grundstoffer. Prøven anvendes bl.a. inden for mineralogien.